# Магомедов, Гамид Гусейнович
Гамид Гусейнович Магомедов (24 сентября 1955, Мюрего, Сергокалинский район, Дагестанская АССР, РСФСР, СССР) — советский борец вольного стиля, призёр чемпионата СССР. По национальности — даргинец.

## Спортивная карьера
Вольной борьбой начал заниматься с 1970 года. В 1977 году стал бронзовым призёром чемпионата СССР в Красноярске. После окончания карьеры работает директором спортивной школе в Мюрего . 

## Личная жизнь
В 1974 году окончил школу в селе Мюрего. В 1982 году окончил Киевский государственный институт физической культуры.

## Достижения
- Чемпионат СССР по вольной борьбе 1977 — ;